# 이토 마사시 (야구 선수)
이토 마사시(일본어: 伊藤 将司, 1996년 5월 8일 ~ )는 일본의 프로 야구 선수이며, 현재 센트럴 리그인 한신 타이거스의 소속 선수(투수)이다. 지바현 산부군 요코시바정(현: 요코시바히카리정) 출신이다.

## 상세 정보

### 출신 학교
- 요코하마 고등학교[2]
- 국제무도대학

### 선수 경력
- JR 동일본
- 한신 타이거스(2021년 ~ )

### 수상·타이틀 경력
- 센트럴 리그 연맹 특별 수상 : 1회(신인 특별상: 2021년)
- 월간 MVP : 1회(2021년 10·11월) ※투수 부문
- 월간 최우수 배터리상 : 1회(2022년 6·7월) ※포수: 우메노 류타로

### 개인 기록

#### 투수 기록
- 첫 등판·첫 선발 : 2021년 3월 31일, 대 히로시마 도요 카프 2차전(MAZDA Zoom-Zoom 스타디움 히로시마), 5이닝 2실점으로 승패는 없음
- 첫 탈삼진 : 상동, 1회초에 기쿠치 료스케로부터 헛스윙 삼진
- 첫 승리·첫 선발 승리 : 2021년 4월 7일, 대 요미우리 자이언츠 2차전(한신 고시엔 구장), 7이닝 1실점
- 첫 완투·첫 완투 승리 : 2021년 4월 24일, 대 요코하마 DeNA 베이스타스 5차전(한신 고시엔 구장), 9이닝 1실점
- 첫 홀드 : 2021년 10월 13일, 대 요미우리 자이언츠 24차전(도쿄 돔), 4회말에 3번째 투수로서 구원 등판, 3이닝 무실점
- 첫 완봉 승리 : 2022년 5월 22일, 대 요미우리 자이언츠 12차전(한신 고시엔 구장), 9이닝 무실점(무4구·2탈삼진·8피안타)

#### 타격 기록
- 첫 타석 : 2021년 3월 31일, 대 히로시마 도요 카프 2차전(MAZDA Zoom-Zoom 스타디움 히로시마), 3회초에 도코다 히로키로부터 좌익 뜬공
- 첫 안타 : 2021년 4월 24일, 대 요코하마 DeNA 베이스타스 5차전(한신 고시엔 구장), 1회말에 가미차타니 다이가로부터 중전 안타
- 첫 타점 : 2022년 4월 6일, 대 요코하마 DeNA 베이스타스 2차전(한신 고시엔 구장), 5회말에 이시다 겐타로부터 좌전 적시타

#### 기타
- 올스타전 출장 : 1회(2022년)

### 등번호
- 27(2021년 ~ )

### 연도별 투수 성적
| 연 도      | 소 속      | 등 판 | 선 발 | 완 투 | 완 봉 | 무 4 구 | 승 리 | 패 전 | 세 이 브 | 홀 드 | 승 률 | 타 자 | 이 닝 | 피 안 타 | 피 홈 런 | 볼 넷 | 고 4 | 몸 맞 | 탈 삼 진 | 폭 투 | 보 크 | 실 점 | 자 책 점 | 평 자 책 | W H I P |
| ---------- | ---------- | ----- | ----- | ----- | ----- | ------- | ----- | ----- | -------- | ----- | ----- | ----- | ----- | -------- | -------- | ----- | ---- | ----- | -------- | ----- | ----- | ----- | -------- | -------- | ------- |
| 2021년     | 한신       | 23    | 22    | 1     | 0     | 0       | 10    | 7     | 0        | 1     | .588  | 557   | 140.1 | 119      | 15       | 34    | 3    | 3     | 79       | 1     | 0     | 42    | 38       | 2.44     | 1.09    |
| 2022년     | 한신       | 20    | 20    | 6     | 2     | 2       | 9     | 5     | 0        | 0     | .643  | 539   | 136.2 | 119      | 10       | 22    | 3    | 2     | 92       | 1     | 0     | 45    | 40       | 2.63     | 1.03    |
| 통산 : 2년 | 통산 : 2년 | 43    | 42    | 7     | 2     | 2       | 19    | 12    | 0        | 1     | .613  | 1096  | 277.0 | 238      | 25       | 56    | 6    | 5     | 171      | 2     | 0     | 87    | 78       | 2.53     | 1.06    |

- 2022년 시즌 종료 기준
- 굵은 글씨는 시즌 최고 성적

### 연도별 수비 성적
| 연도 | 소속 | 투수  | 투수  | 투수  | 투수  | 투수  | 투수     |
| 연도 | 소속 | 경 기 | 척 살 | 보 살 | 실 책 | 병 살 | 수 비 율 |
| ---- | ---- | ----- | ----- | ----- | ----- | ----- | -------- |
| 2021 | 한신 | 23    | 10    | 25    | 1     | 0     | .972     |
| 2022 | 한신 | 20    | 7     | 28    | 1     | 0     | .972     |
| 통산 | 통산 | 23    | 17    | 53    | 2     | 0     | .972     |

- 2022년 시즌 종료 기준